# 敦煌学
敦煌学（とんこうがく）は、1900年の、中国甘粛省敦煌県郊外の莫高窟での敦煌文献の発見を契機として誕生した学問領域であり、東洋学の一分野である。敦煌研究、敦煌トルファン学などと同義。
その中心は、敦煌文献の文献学的な研究ではあるが、それに付随して、莫高窟の仏教壁画や仏教彫刻の仏教美術史的研究、同石窟の考古学的研究、トルファン研究全般も含む。

## 文書学
文書学（文献研究）の分野においては、「敦煌トルファン学」「敦煌トルファン研究」という呼び方をされるように、敦煌石窟（蔵経洞）から発見された仏典・古文書類と共に、各国探検隊が中央アジアのトルファン等の各地で入手した漢文文書も扱う。
敦煌文献は、9世紀より10世紀の頃の、仏教寺院や都僧統関連の文書が大半を占めている。そこに、公文書類や民間契約文書なども混在している。中には、6世紀から8世紀の唐朝治下の時代の文書類も含まれている。一方、中央アジアの文書には、公文書が多く含まれており、高昌国時代の文書も見られる。
現在、各文献は、世界各国に分散されており、大英図書館やフランス国立図書館、中国国家図書館などに所蔵されている。日本にも、龍谷大学や個人蔵などの文書が見られる。また、文書研究の始まりは、ポール・ペリオが文書を北京に運び込んで、羅振玉らの学者たちに披見した時である。初期の関心は、その典籍類に集められたが、やがて、文書類も注目されるようになった。
日本では、仁井田陞や那波利貞らが、その先蹤となった。1937年に出た仁井田の『唐宋法律文書の研究』は、初めて中国古文書学の体系を樹立しようとした試みとして評価されるが、中央アジア出土の文書を主な資料として用いている。一方、1950年前後より、龍谷大学では共同研究を開始して、トルファン文書の研究を推進した。

## 主な研究者

### ヨーロッパ
- オーレル・スタイン
- ポール・ペリオ
- エドゥアール・シャヴァンヌ

### 中国
- 羅振玉
- 王国維
- 季羨林
- 常書鴻
- 劉永増

### 日本
- 内藤湖南
- 狩野直喜
- 仁井田陞
- 那波利貞
- 藤枝晃